# Cầu nguyện tử đạo ngày 15 tháng 7

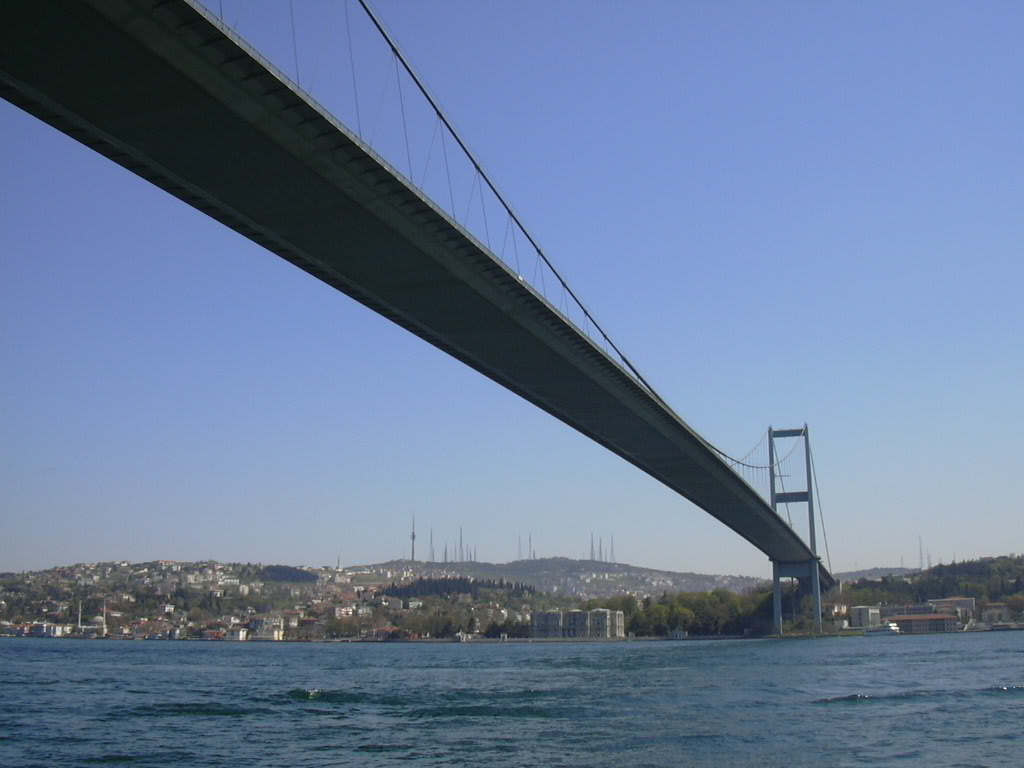
Cầu Bosphorus nhìn từ dưới lên

Cầu Bosphorus (Tiếng Thổ Nhĩ Kỳ: Boğaziçi Köprüsü hay 1. Boğaziçi Köprüsü) là cây cầu treo ở Istanbul, Thổ Nhĩ Kỳ bắc qua eo biển Bosphorus, là eo biển nằm giữa 2 lục địa Á-Âu.
Cây cầu treo có chiều dài 1.510 m, chiều rộng 39 m. Khoảng cách giữa những tháp (giữa những nhịp chính) là 1.074 m (dài thứ 12 thế giới vào năm 2004). Chiều cao thông thuyền là 64 m.

Toàn cảnh cầu